# Ochthebius tivelunus
Ochthebius tivelunus är en skalbaggsart som beskrevs av Ferro 1984. Ochthebius tivelunus ingår i släktet Ochthebius och familjen vattenbrynsbaggar. Inga underarter finns listade i Catalogue of Life.